# Eva Eckkrammer
Eva Martha Eckkrammer  (* 4. November 1968 in Hallein) ist eine österreichische Romanistin. Seit dem 1. September 2023 ist sie Präsidentin der Universität Trier.

## Leben
Sie studierte Romanische Philologie an den Universitäten Salzburg und Coimbra. Seit 2009 ist sie Professorin für Romanische Sprach- und Medienwissenschaft am Romanischen Seminar der Universität Mannheim.
Ihre Forschungsschwerpunkte liegen in der sprach- und kulturvergleichenden Text- und Medienlinguistik, der Multimodalitäts- und Fachkommunikationsforschung (u. a. Experten-Laienkommunikation in der Medizin, Wirtschaftsterminologie), der Variationslinguistik, der Kreolistik (v. a. Papiamentu) und der vergleichenden sprachpolitischen Forschung (v. a. mit Blick auf Minderheitensprachen) sowie der Produkt- und Migrationslinguistik.
Im September 2023 hat sie Michael Jäckel als Präsidentin der Universität Trier abgelöst. Für die Funktionsperiode 2023 bis 2028 wurde sie Mitglied des Universitätsrates der Universität Graz. Von Januar 2022 bis Dezember 2023 war sie zudem Vizepräsidentin der Deutsch-Französischen Hochschule (DFH), deren Präsidentin sie seit Januar 2024 für zwei Jahre ist.

## Schriften (Auswahl)
- Literarische Übersetzung als Werkzeug des Sprachausbaus. Am Beispiel Papiamentu. Bonn 1996, ISBN 3-86143-040-1.
- Die Todesanzeige als Spiegel kultureller Konventionen. Eine kontrastive Analyse deutscher, englischer, französischer, spanischer, italienischer und portugiesischer Todesanzeigen. Bonn 1996, ISBN 3-86143-045-2.
- mit Hildegund Maria Eder: (Cyber)Diskurs zwischen Konvention und Revolution. Eine multilinguale textlinguistische Analyse von Gebrauchstextsorten im realen und virtuellen Raum. Frankfurt am Main 2000, ISBN 3-631-34831-2.
- Medizin für den Laien: vom Pesttraktat zum digitalen Ratgebertext. Berlin 2016, ISBN 3-86596-312-9.